# 永平寺町
永平寺町（日语：／ Eiheiji chō */?）為位於日本福井縣北部的行政區劃，轄區主要位於福井平原與勝山盆地之間九頭龍川沿岸的河谷區域。

## 人口
| 永平寺町人口分布圖 |                                                 |  |
| 永平寺町與日本全國年齡別人口分布比較圖 （2005年資料） | 永平寺町的年齡、男女別人口分布圖 （2005年資料） |  |
| ■紫色是永平寺町 ■綠色是全国 | ■藍色是男性 ■紅色是女性                         |  |
| 永平寺町人口變化 \| 1970年 \| 20,244人 \| \| \| 1975年 \| 19,876人 \| \| \| 1980年 \| 19,667人 \| \| \| 1985年 \| 19,550人 \| \| \| 1990年 \| 19,387人 \| \| \| 1995年 \| 20,183人 \| \| \| 2000年 \| 21,182人 \| \| \| 2005年 \| 20,764人 \| \| \| 2010年 \| 20,647人 \| \| \| 2015年 \| 19,883人 \| \| \| 2020年 \| 18,965人 \| \| |                                                 |  |
| 資料來源：日本總務省統計中心提供之人口普查數據 |                                                 |  |
| 1970年 | 20,244人                                        |  |
| 1975年 | 19,876人                                        |  |
| 1980年 | 19,667人                                        |  |
| 1985年 | 19,550人                                        |  |
| 1990年 | 19,387人                                        |  |
| 1995年 | 20,183人                                        |  |
| 2000年 | 21,182人                                        |  |
| 2005年 | 20,764人                                        |  |
| 2010年 | 20,647人                                        |  |
| 2015年 | 19,883人                                        |  |
| 2020年 | 18,965人                                        |  |

## 歷史
永平寺町的轄區過去在令制國時代屬於越前國吉田郡，13世紀時將曹洞宗引入日本的僧侶道元到此建立永平寺，從此永平寺成為日本曹洞宗的大本山，本地也因永平寺而以門前町的形式開始發。
17世紀進入江戶時代後，本地成為福井藩的領地，在1645年曾一度自福井藩中分出在此設立越前松岡藩，直到1724年當時的越前松岡藩藩主松平宗昌回到本家接任福井藩藩主，松岡藩才再並回福井藩，本地才再次成為福井藩的領地；一直到19世紀末明治維新後，因實施廢藩置縣改隸屬福井縣，在1871年年底進行的第一次府縣整併中，此地改隸屬將原越前國北部整併而成的福井縣，不過在1872年福井縣改採用縣廳所在地的郡名更名為「足羽縣」。
1873年，本地隨著足羽縣被併入敦賀縣，不過敦賀縣在1876年也遭到廢除，本地一度被併入石川縣，直到1881年原本敦賀縣的轄區重新恢復設縣，不過重新設立的縣因為縣廳設在福井，因而新縣被命名為福井縣。
1889年日本實施町村制，現在的永平寺町轄區在當時分屬松岡町、吉野村、五領島村、志比谷村、浄法寺村、上志比村、下志比村共七個行政區劃，在經歷1950年代的昭和大合併後，這七個行政區劃被整併為位於西部的松岡町和位於中部的永平寺町，而位於最東側的上志比村則為參與合併繼續維持獨立的行政區劃。
2000年代日本政府開始推動平成大合併，松岡町、永平寺町、上志比村於2006年合併為新設立的永平寺町。

### 變遷表
| 1889年4月1日 | 1889年 - 1912年 | 1912年 - 1944年            | 1945年 - 1954年            | 1955年 - 1989年            | 1955年 - 1989年                   | 1989年 - 現在                | 現在                         |
| ------------ | --------------- | -------------------------- | -------------------------- | -------------------------- | --------------------------------- | ---------------------------- | ---------------------------- |
| 松岡町       | 松岡町          | 1930年2月11日 改制為松岡町 | 1930年2月11日 改制為松岡町 | 1955年3月31日 合併為松岡町 | 松岡町                            | 2006年2月13日 合併為永平寺町 | 2006年2月13日 合併為永平寺町 |
| 吉野村       |                 |                            |                            | 1955年3月31日 合併為松岡町 | 松岡町                            | 2006年2月13日 合併為永平寺町 | 2006年2月13日 合併為永平寺町 |
| 五領島村     |                 |                            |                            | 1955年3月31日 合併為松岡町 | 松岡町                            | 2006年2月13日 合併為永平寺町 | 2006年2月13日 合併為永平寺町 |
| 下志比村     | 下志比村        | 下志比村                   | 1954年3月31日 合併為志比村 | 1955年4月30日 併入松岡町   | 松岡町                            | 2006年2月13日 合併為永平寺町 | 2006年2月13日 合併為永平寺町 |
| 下志比村     | 下志比村        | 下志比村                   | 1954年3月31日 合併為志比村 | 志比村                     | 1962年9月1日 改制並更名為永平寺町 | 2006年2月13日 合併為永平寺町 | 2006年2月13日 合併為永平寺町 |
| 志比谷村     |                 |                            | 1954年3月31日 合併為志比村 | 志比村                     | 1962年9月1日 改制並更名為永平寺町 | 2006年2月13日 合併為永平寺町 | 2006年2月13日 合併為永平寺町 |
| 浄法寺村     |                 |                            | 1954年3月31日 合併為志比村 | 志比村                     | 1962年9月1日 改制並更名為永平寺町 | 2006年2月13日 合併為永平寺町 | 2006年2月13日 合併為永平寺町 |
| 上志比村     |                 |                            |                            |                            |                                   | 2006年2月13日 合併為永平寺町 | 2006年2月13日 合併為永平寺町 |

## 行政

### 歷任首長
| 屆         | 姓名     | 上任日期      | 卸任日期      | 備註                                             |
| ---------- | -------- | ------------- | ------------- | ------------------------------------------------ |
| 1          | 松本文雄 | 2006年3月12日 | 2010年3月11日 | 原松岡町町長                                     |
| 2          | 松本文雄 | 2010年3月12日 | 2014年3月11日 |                                                  |
| 3          | 河合永充 | 2014年3月12日 | 2018年3月11日 | 原永平寺町町議會議長，於選舉中擊敗原任町長當選。 |
| 4          | 河合永充 | 2018年3月12日 | 現任          |                                                  |
| 參考資料： |          |               |               |                                                  |

## 交通
越前鐵道連結福井市和勝山市的勝山永平寺線以東西向沿著九頭龍川南岸穿過町內，在2002年以前還曾有永平寺線可以自現在的永平寺口車站直接前往永平寺前的永平寺車站；1969年永平寺線還曾有自永平寺口車站往北的路線，可以經丸岡町到達現在的蘆原溫泉車站。
町內的主要公路國道416號一樣是以東西向沿著九頭龍川南岸通過町內，此外自2009年開始，中部縱貫自動車道於町內的路段也陸續完工通車，目前經中部縱貫自動車道往東可通至大野市，預計在2023年後將可經岐阜縣通至長野縣松本市 ，並可轉入東海北陸自動車道和長野自動車道。

### 鐵路
- 越前鐵道
  - 勝山永平寺線：（福井市） - 觀音町車站 - 松岡車站 - 志比堺車站 - 永平寺口車站 - 下志比車站 - 光明寺車站 - 轟車站 - 越前野中車站 - 山王車站 - 越前竹原車站 - 小舟渡車站 - （勝山市）

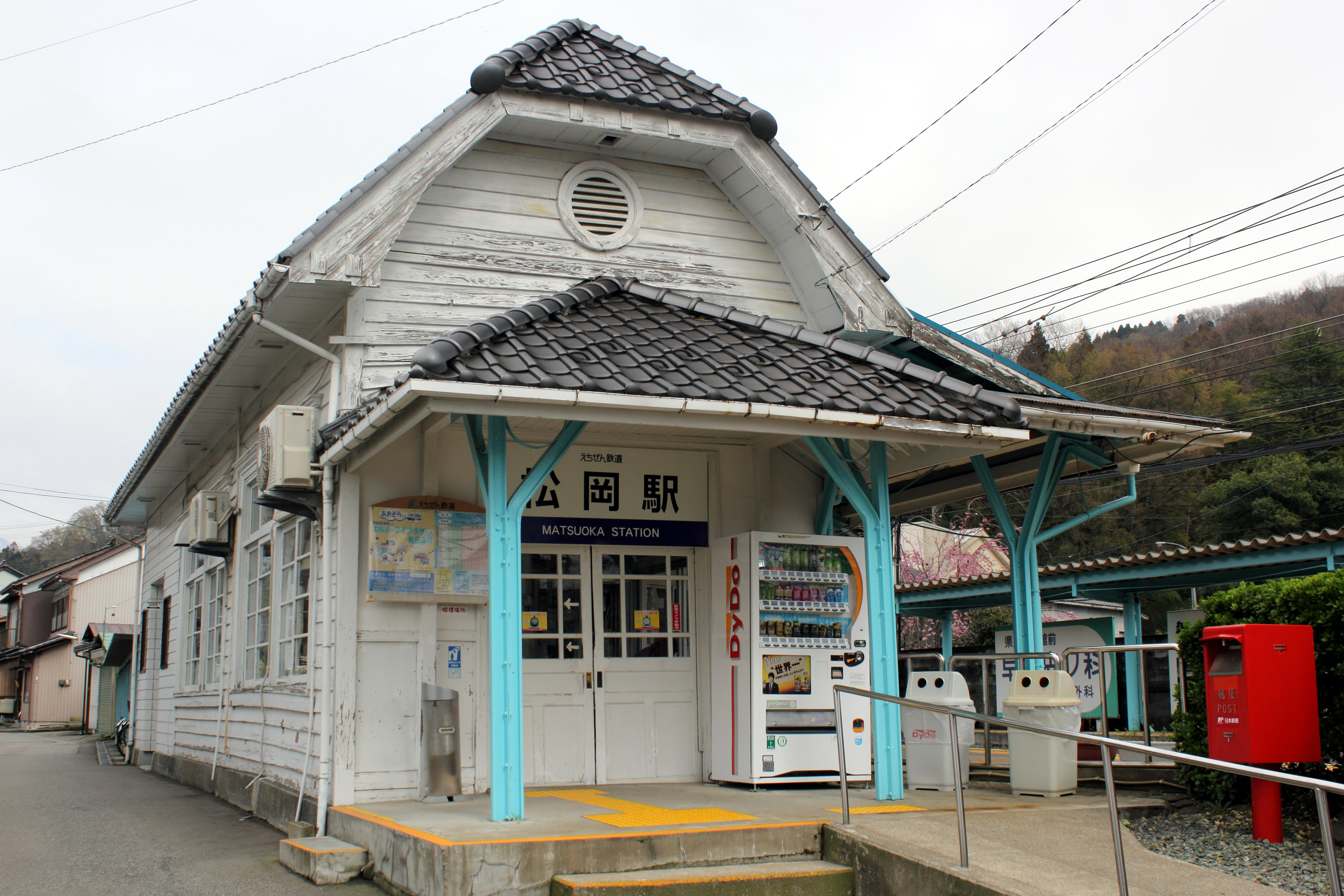
松岡車站
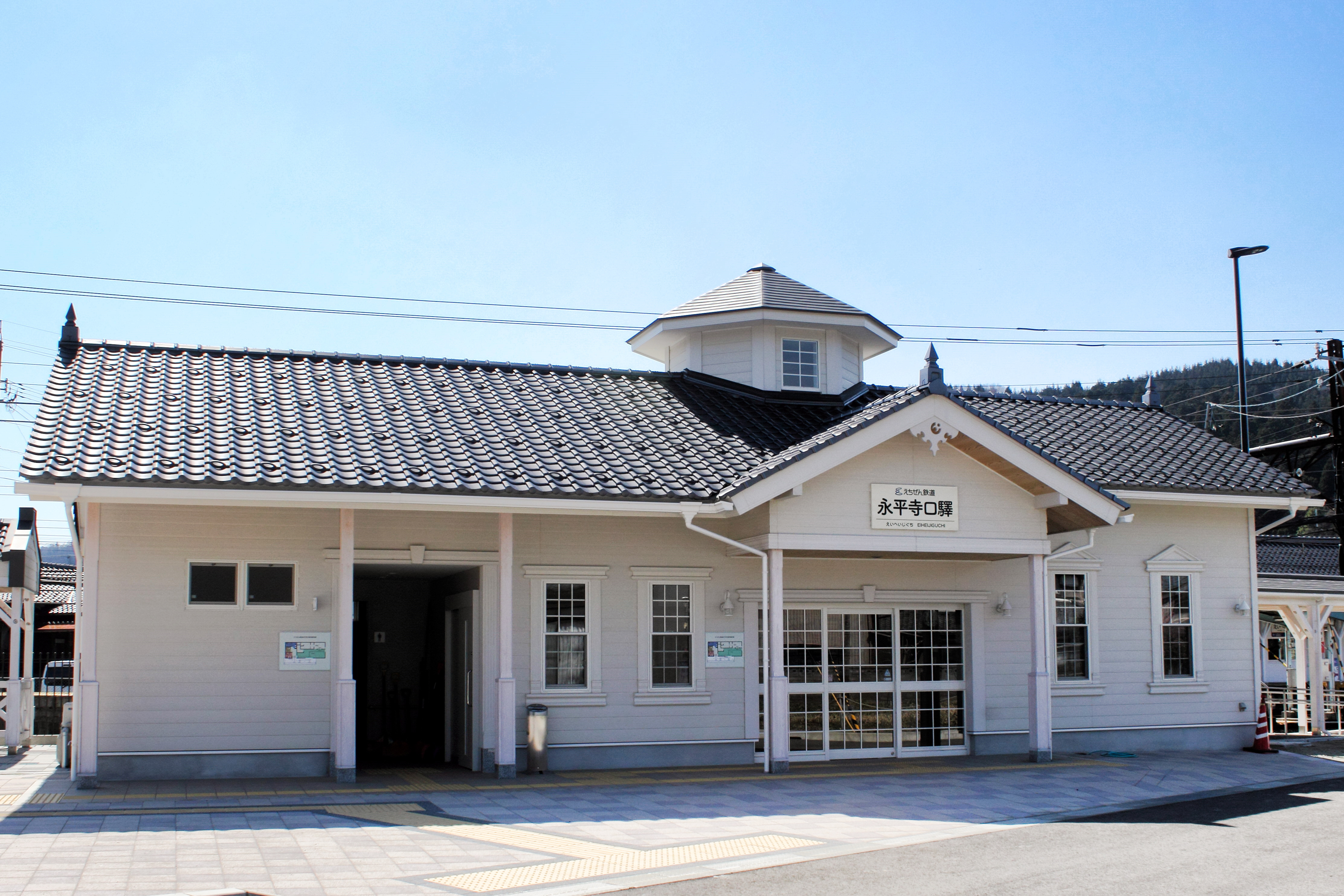
永平寺口車站
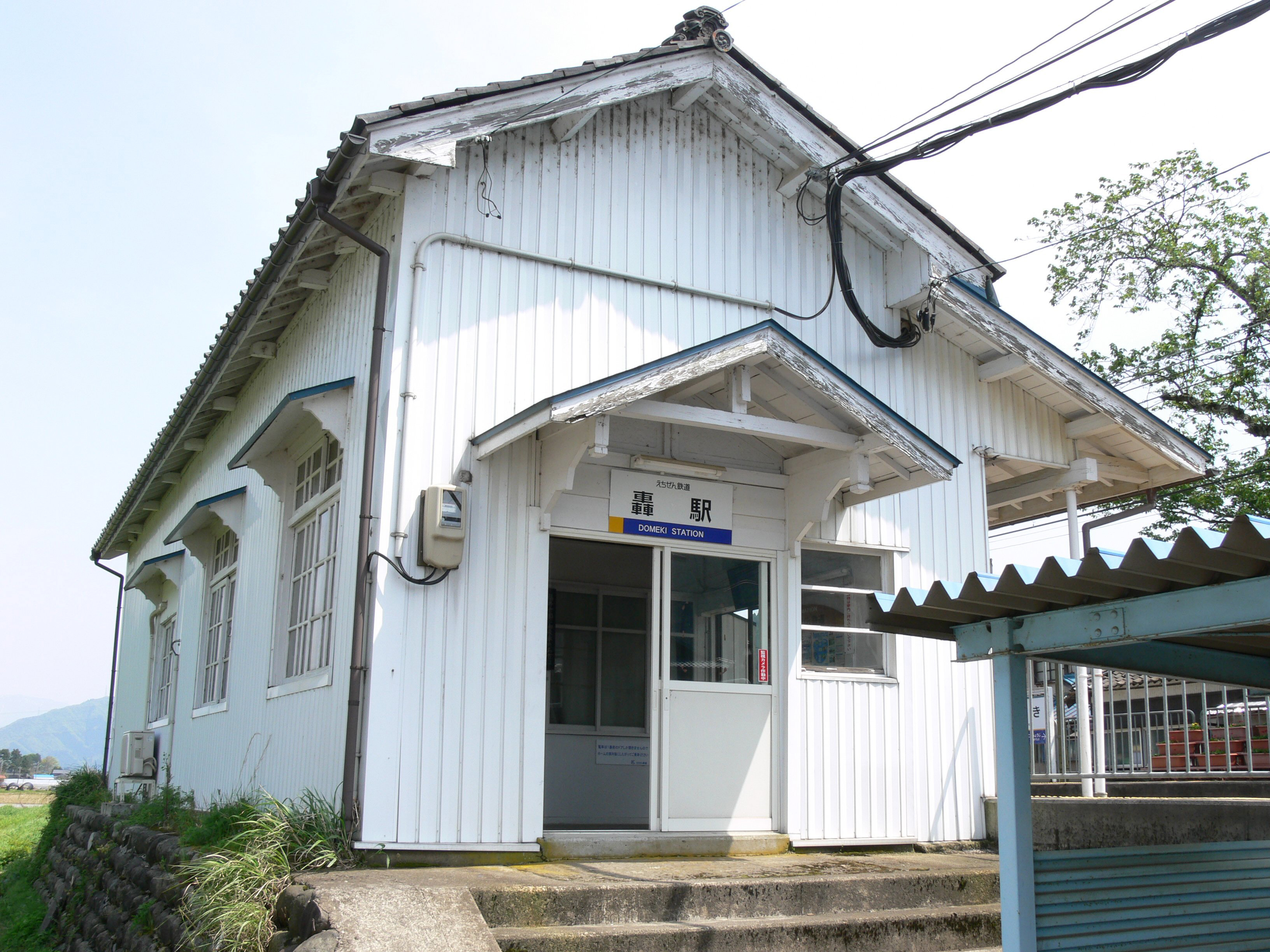
轟車站
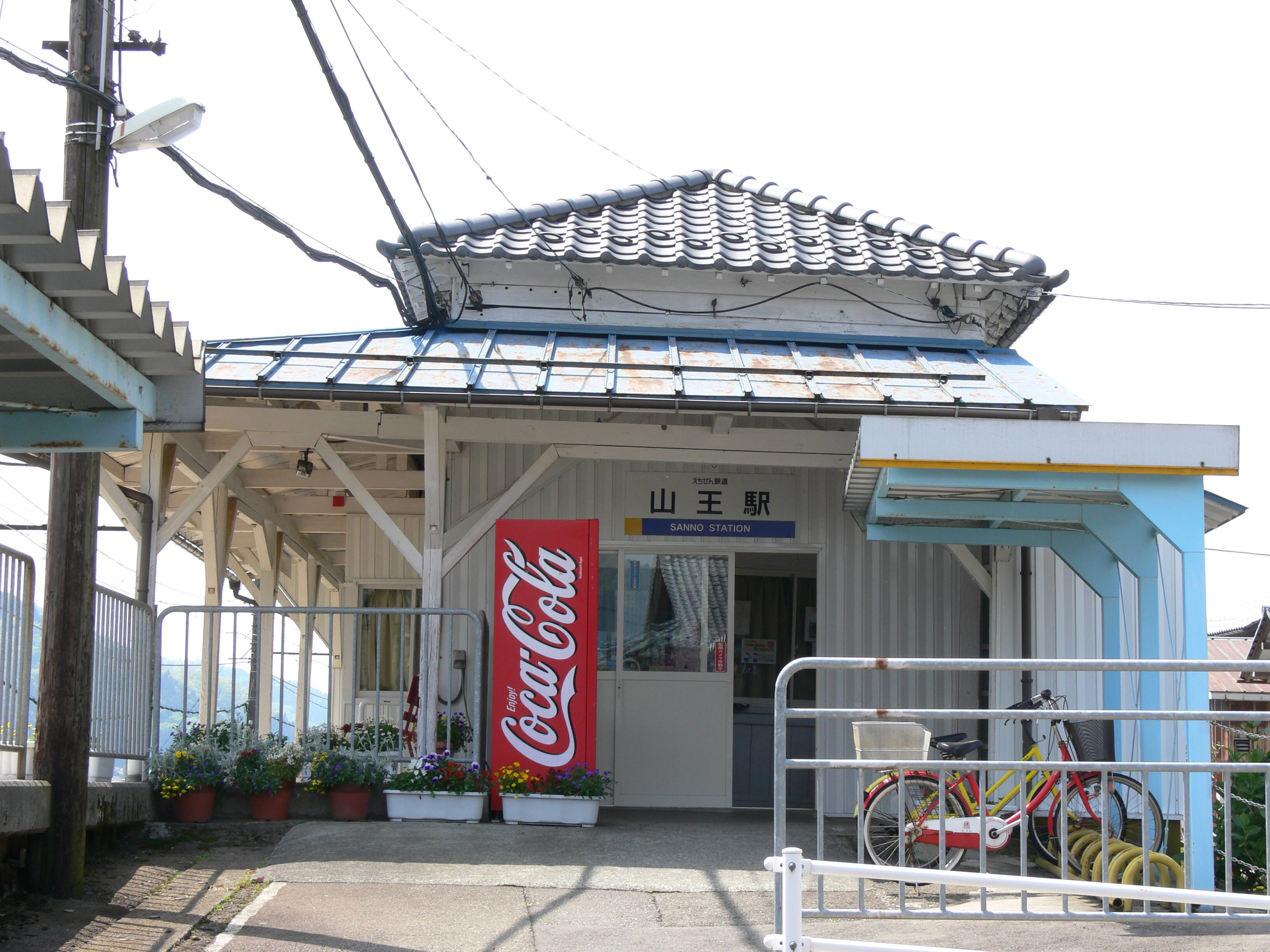
山王車站
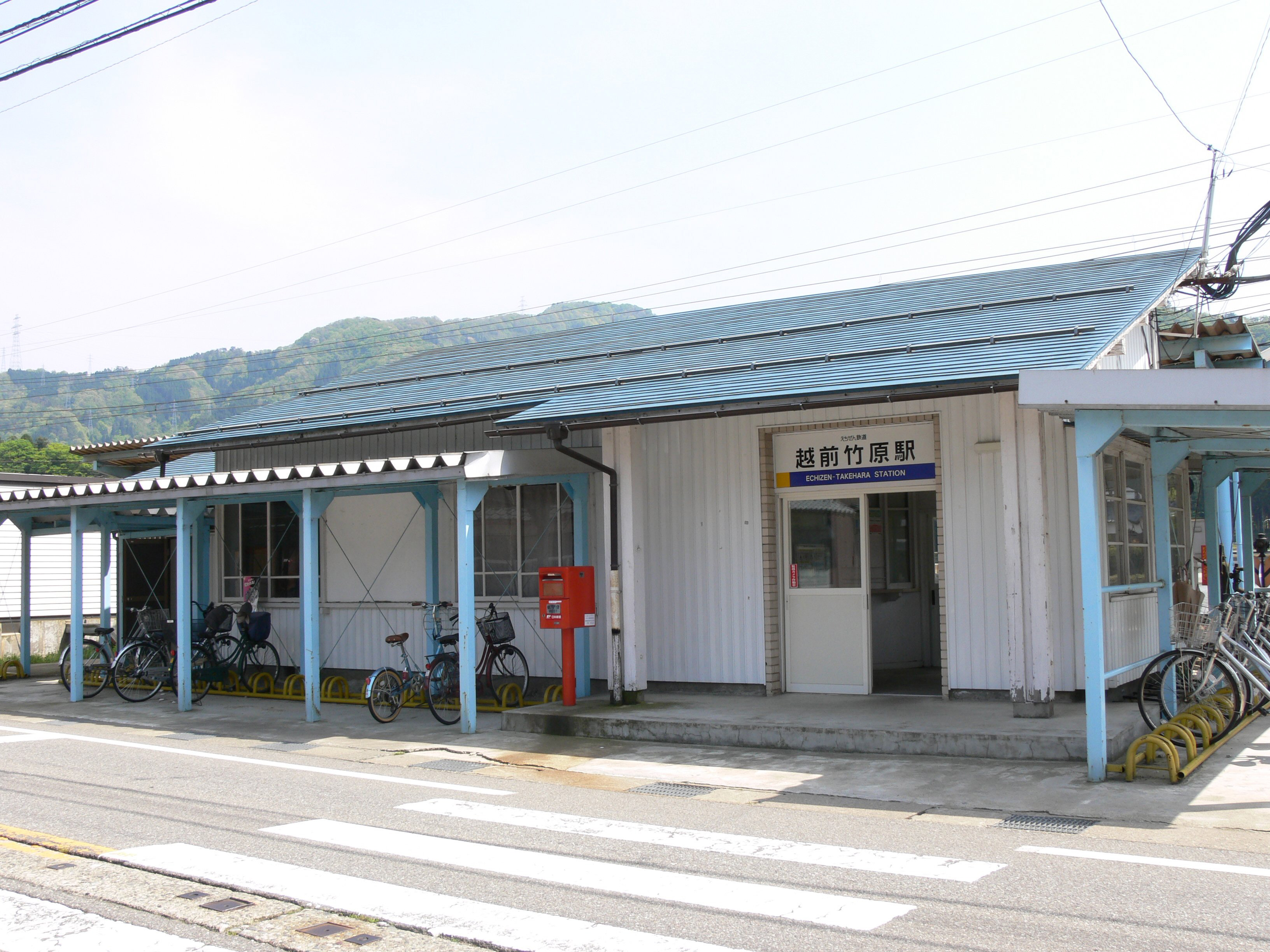
越前竹原車站

### 公路
高速公路
- 中部縱貫自動車道：（勝山市） - 上志比交流道（日语：上志比インターチェンジ） - 永平寺交流道（日语：永平寺インターチェンジ） - 永平寺參道交流道（日语：永平寺参道インターチェンジ） - 松岡交流道（日语：松岡インターチェンジ） - （福井市）

## 觀光資源
為町內帶來大量參拜客的曹洞宗大本山永平寺位於志比地區，占地33萬平方公尺，其內有19棟建築已被列為國家重要文化財產。

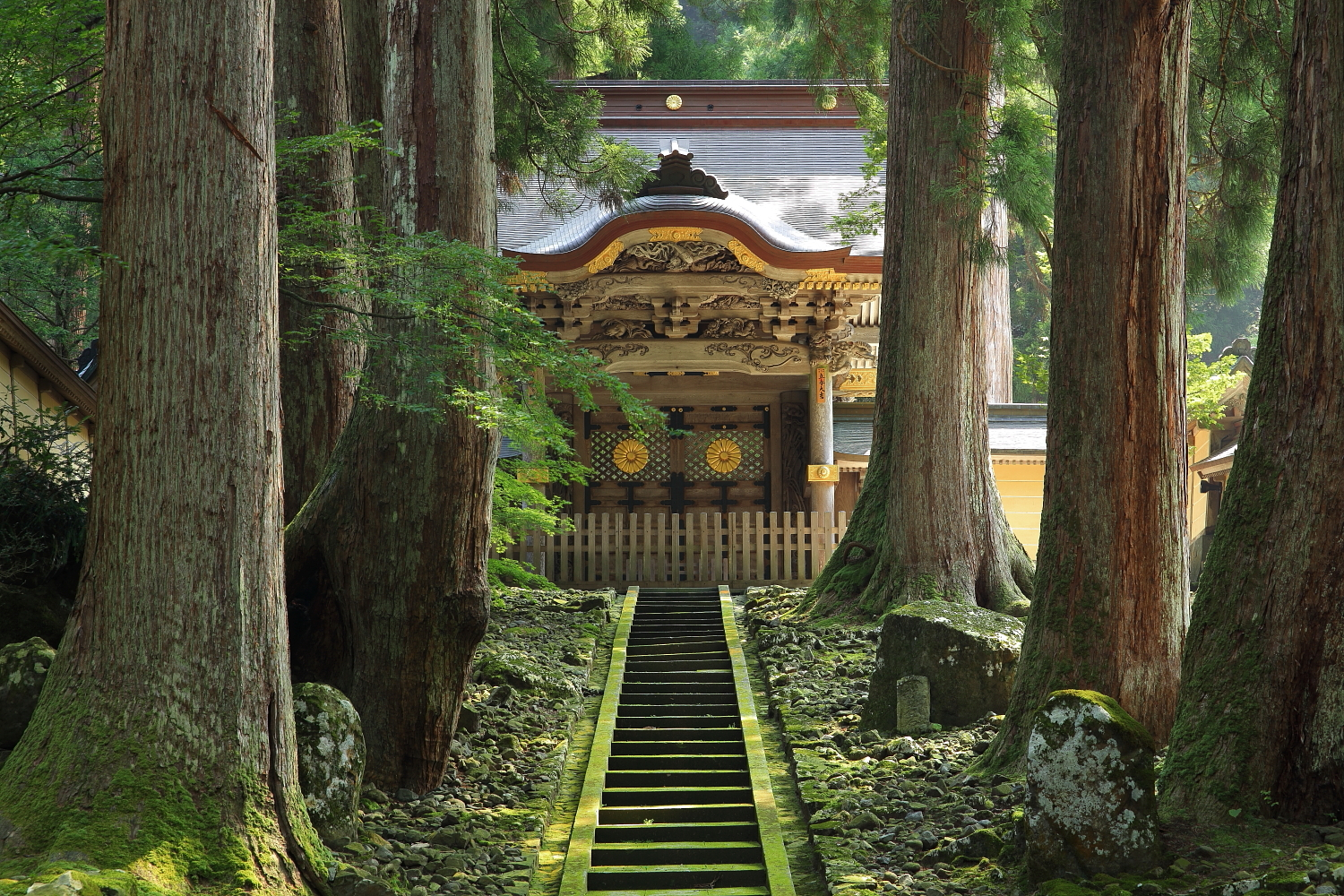
永平寺的勅使門
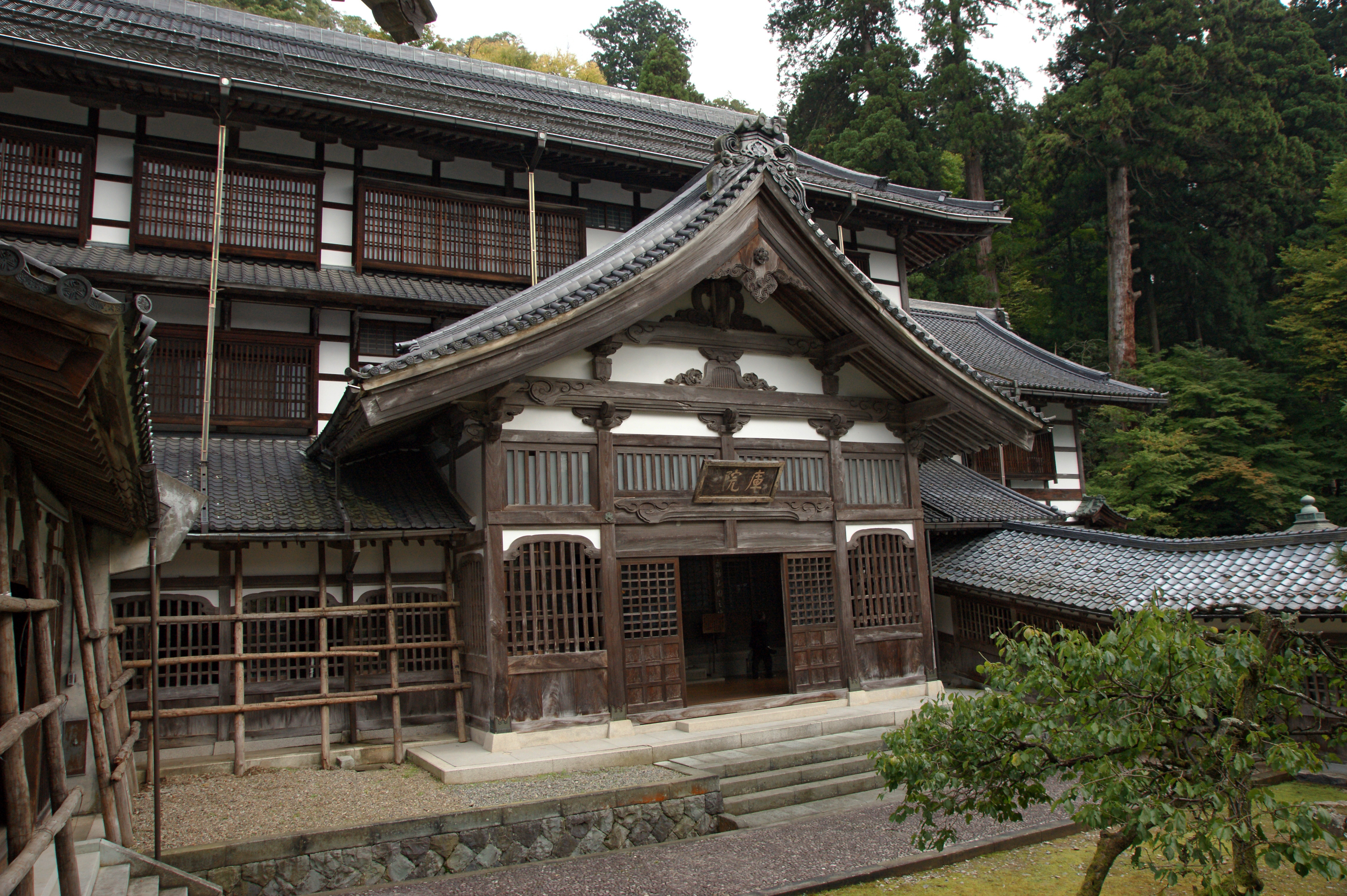
永平寺的大庫院
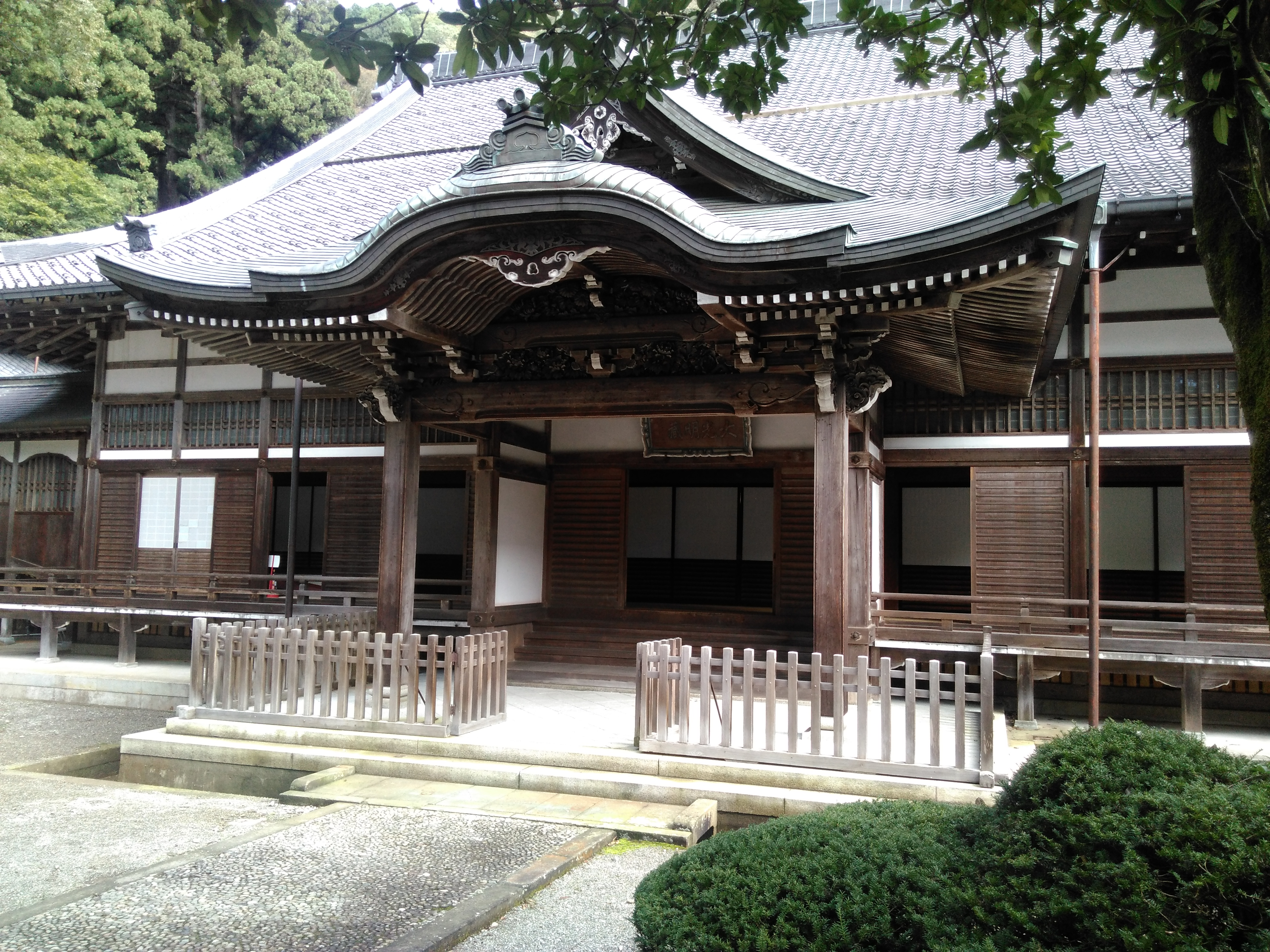
永平寺的大光明蔵
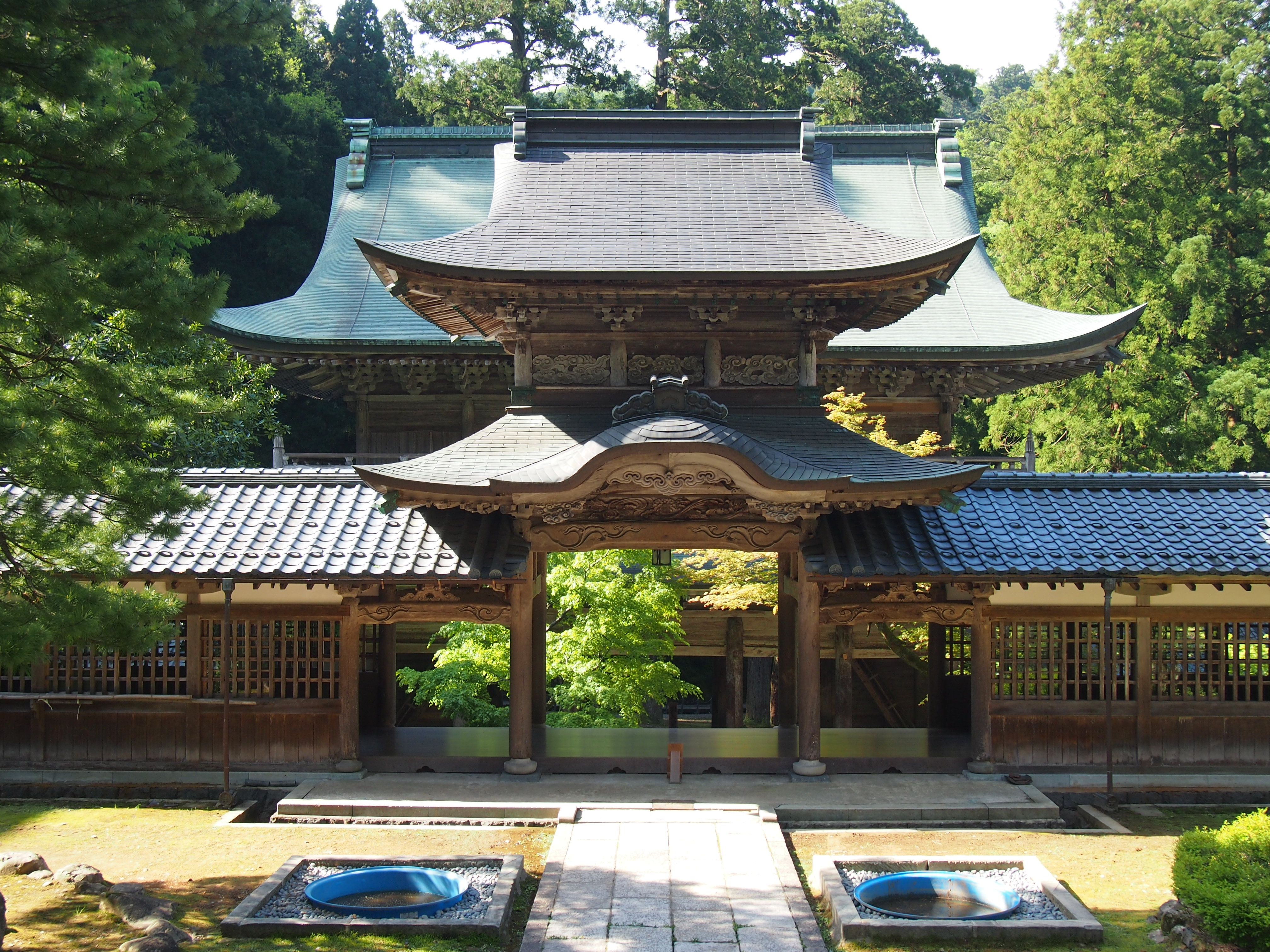
永平寺的中雀門

## 教育
1978年成立的福井醫科大學和1992年成立的福井縣立大學都位於轄區最西側與福井市交界處，其中福井醫科大學已於2003年與福井大學整併，因此原福井醫科大學現已成為福井大學醫學部，其校地則成為福井大學松岡校區。

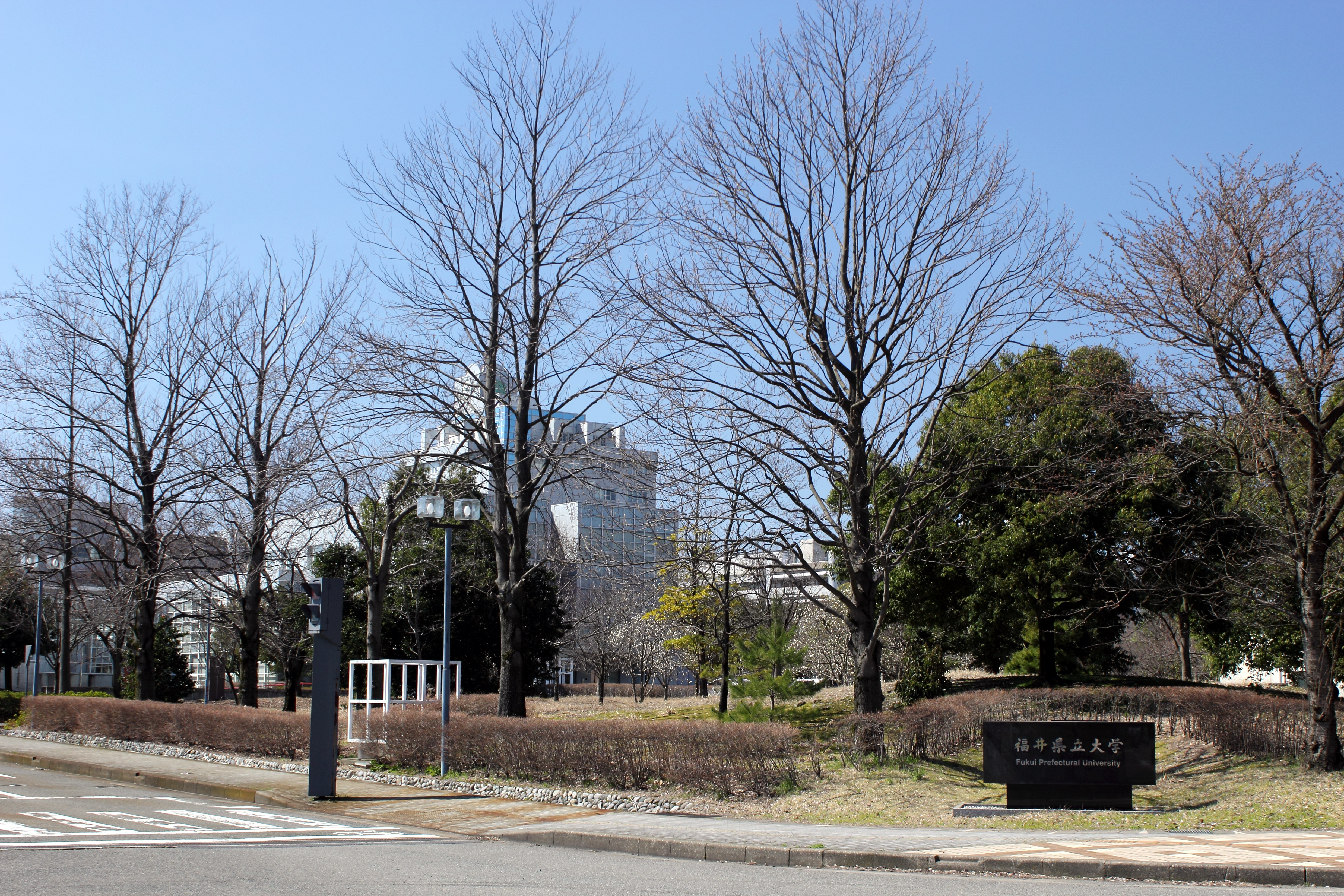
福井縣立大學校門
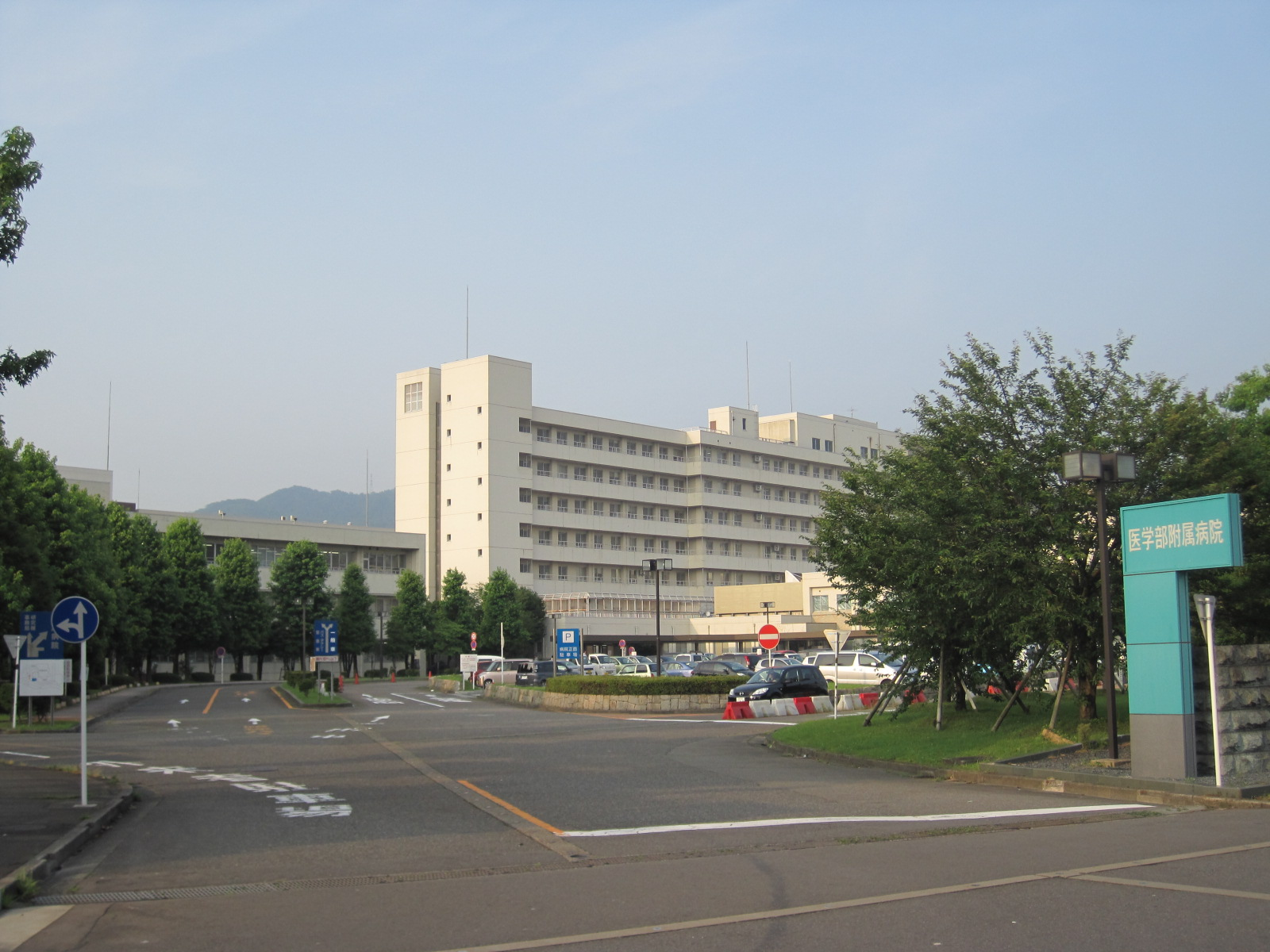
福井大學醫學部附屬醫院

## 姊妹、友好城市

### 海外
- 張家港市（中國江蘇省蘇州市）
於1997年由舊松岡町與張家港市締結為友好都市。

## 備註
1. ↑  於1871年第一次設立的福井縣，與現在的福井縣沒有直接關係。
2. ↑  於1881年第二次設立的福井縣，與1871年設立的福井縣沒有直接關係。

## 外部連結
- （日語） 永平寺町公所的Facebook專頁
- （日語） 永平寺町的X（前Twitter）
- （日語） YouTube上的永平寺町公所頻道
- （日語） 永平寺町觀光指引 （页面存档备份，存于）
- （日語） 永平寺町旅遊指引 （页面存档备份，存于）